# Майлз Франклін
Стелла Марія Сара Майлз Франклін (англ. Stella Maria Sarah Miles Franklin; нар. 14 жовтня 1879 – пом. 19 вересня 1954), знана як Майлз Франклін — австралійська письменниця та феміністка, найвідоміша завдяки своєму роману «My Brilliant Career», опублікованому 1901 року в Единбурзькому видавництві «Блеквудс». Хоча Франклін писала все своє життя, її інший великий літературний успіх, «All That Swagger», не був опублікований до 1936 року.
Майлз Франклін була віддана розвитку унікальної австралійської форми літератури, і активно мала це на меті, підтримувала письменників, літературні журнали та письменницькі організації. Вона мала тривалий вплив на літературне життя Австралії, присуджуючи головну щорічну премію за літературу про «австралійське життя в будь-якій його фазі» — премію Майлз Франклін. Її вплив у літературі був визнаний 2013 року, коли була заснована нагорода Stella Prize, яка щорічно присуджується австралійській письменниці за найкращий літературний твір.

## Життя і кар'єра
Майлз Франклін народилася в Талбінго, Новий Південний Уельс, і виросла в долині Бріндабелла. Вона була старшою дитиною в родині австралійців, Джона Моріса Франкліна та Сюзанни Маргарет Елеонор Франклін, уродженої Лампі, яка була правнучкою Едварда Майлза (або Мойла), який прибув із Першим флотом у Скарборо. Родина Франклін належала до сквотократії. Майлз навчалася вдома до 1889 року, коли почала відвідувати школу Thornford Public. Протягом цього періоду її заохочували писати її вчителька Мері Гіллеспі (1856—1938) і редактор місцевої газети Goulburn Том Гебблвайт (1857—1923).

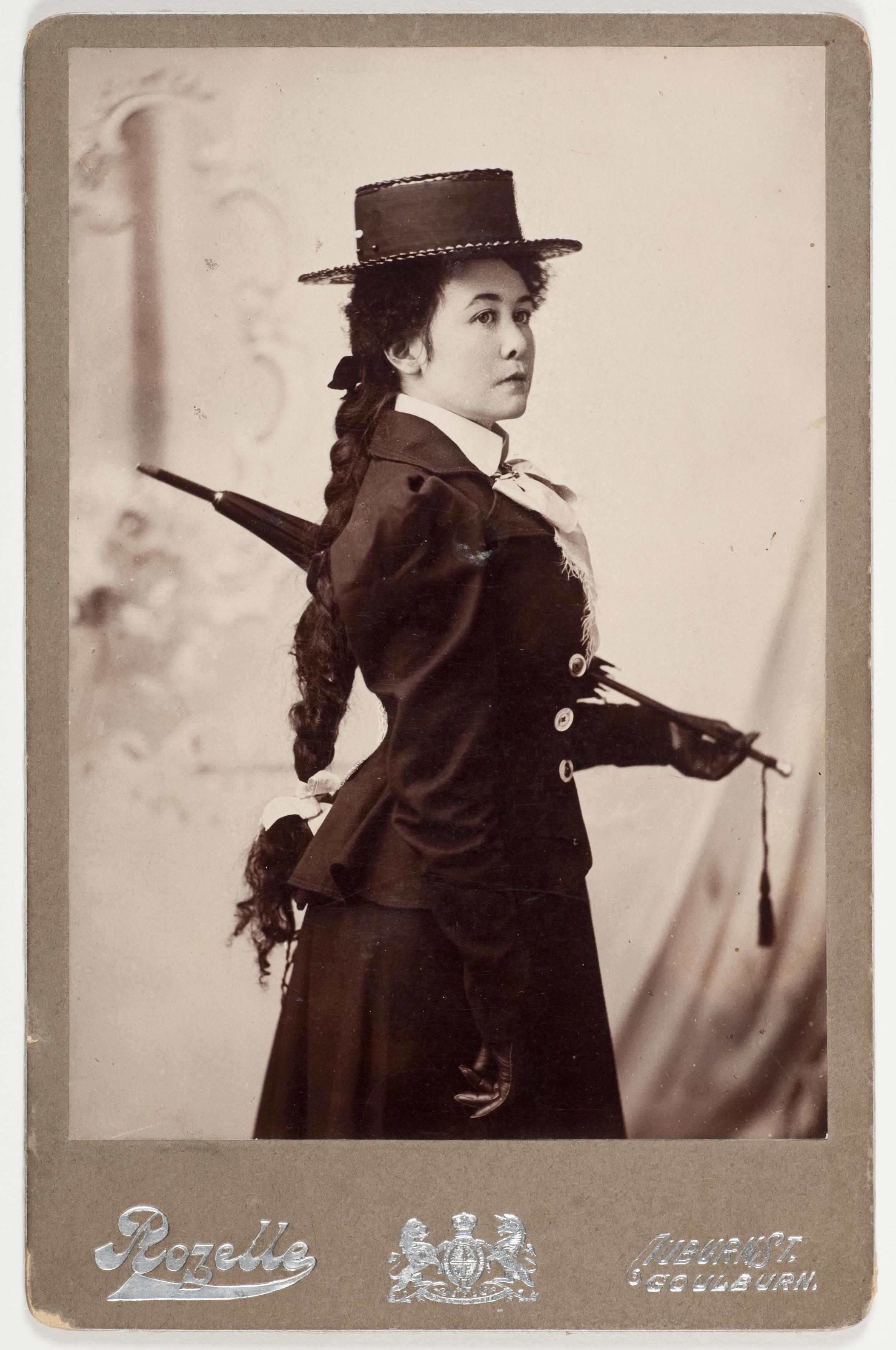
Франклін у 1901 році

Найвідоміший роман Франклін «My Brilliant Career» розповідає історію невгамовної дівчини-підлітка Сибілли Мелвін, яка росте в сільській місцевості Нового Південного Уельсу. Книга була опублікована 1901 року за підтримки австралійського письменника Генрі Лоусона. Після публікації Франклін спробувала кар'єру медсестри, а потім домробітниці в Сіднеї та Мельбурні. Паралельно з цим вона писала статті для The Daily Telegraph і The Sydney Morning Herald під псевдонімами «An Old Bachelor» і «Veracular». У цей період Франклін написала «My Career Goes Bung» (продовження попередньої книги), в якій літературний сюжет відбувається в Сіднеї, але книга була оприлюднена лише 1946 року. Відверто антивоєнна п'єса «The Dead Must Not Return» не була опублікована, але була публічно прочитана у вересні 2009 року.

### США та Велика Британія
1906 року Франклін переїхала до США і почала працювати секретарем для Еліс Генрі, іншої австралійки, у Національній жіночій профспілковій лізі в Чикаго, а також була однією з редакторів журналу ліги «Життя та праця». Роки Франклін в США відображені в книзі «On Dearborn Street» (не була опублікована до 1981 року), історії кохання, в якій використаний американський сленг у манері, яка не відрізняється від ранніх робіт Дешилла Гемметта. Крім того, перебуваючи в Америці, Франклін написала «Some Everyday Folk» та «Dawn» (1909), історію австралійської родини з маленького містечка, у якій використаний пишномовний стиль для навмисного комічного ефекту.
1912 року письменниця потрапила на певний період у санаторій, оскільки страждала від регулярних нападів поганого самопочуття. 1915 року вона поїхала до Англії, працювала кухарем і заробляла трохи грошей на журналістиці. У березні 1917 року Франклін пішла доброволицею на військову роботу в Островський відділ шотландських жіночих лікарень під час сербських кампаній 1917—1918 років. Вона була кухарем, а згодом санітаркою в наметовому госпіталі на 200 ліжок, прикріпленому до сербської армії біля озера Острово в грецькій Македонії з липня 1917 до лютого 1918 року.

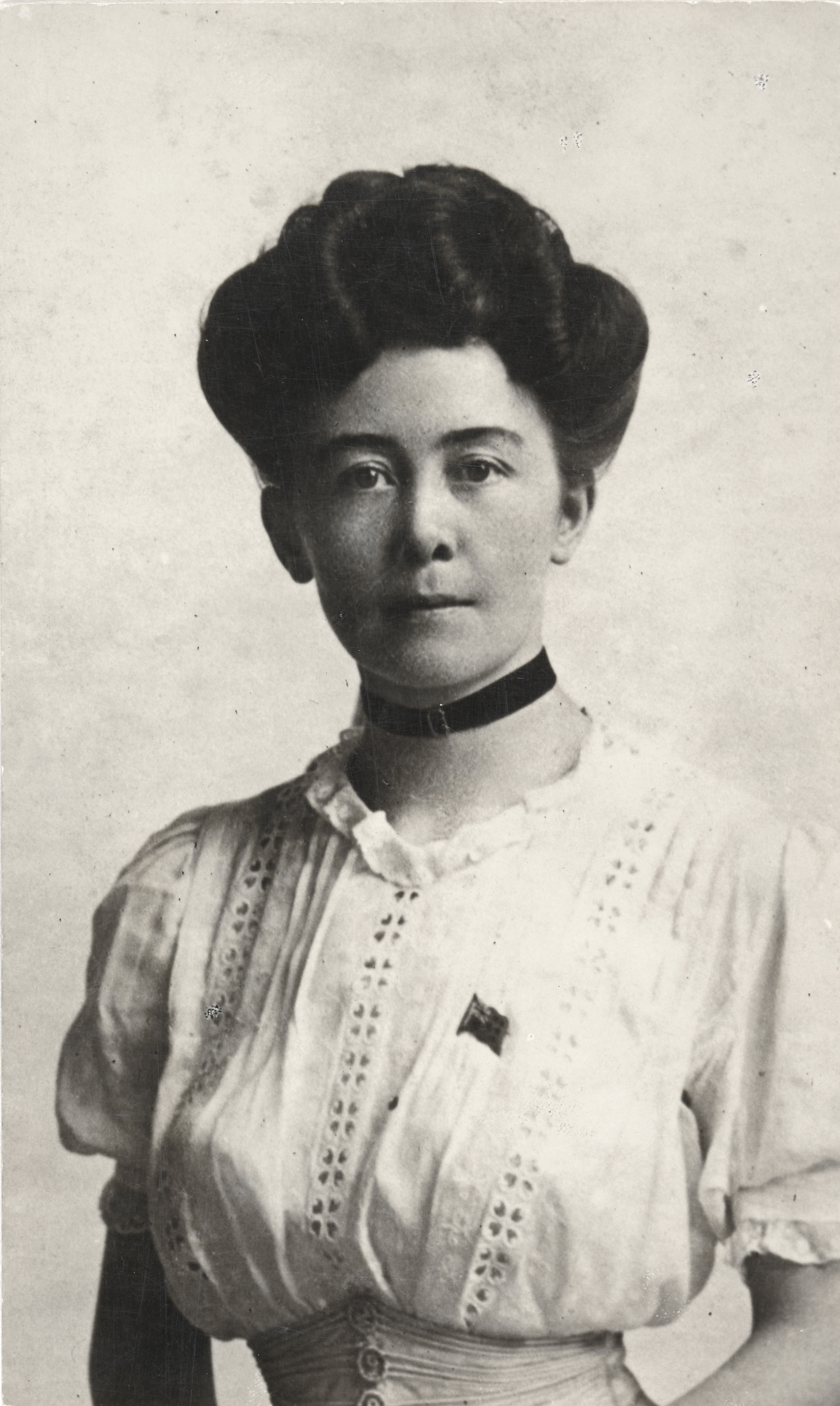
Майлз Франклін

У 1919—1926 роках Франклін працювала секретарем Національної асоціації житлового будівництва та містобудування в Лондоні. 1924 року вона організувала міжнародну жіночу конвенцію з питань житла. Її життя в Англії в 1920-х роках породило «Bring the Monkey» (1933), сатиру на англійський таємничий роман про заміський будинок, яка розкриває погляди Франклін на національність і класовість. Книга зазнала літературного та комерційного провалу.

### Повернення до Австралії
1932 року, після смерті батька, Франклін переїхала до Австралії. Протягом цього десятиліття вона написала кілька історичних романів про австралійське буття, більшість з яких були опубліковані під псевдонімом «Brent of Bin Bin». Бібліотекарка штату Новий Південний Уельс Дагмар Шмідмаєр сказала, що «Майлз дедалі більше боялася, що ніщо з написаного нею не відповідає успіху „My Brilliant Career“, і вдалася до написання під різними іменами, зокрема під псевдонімом „Brent of Bin Bin“, щоб захистити себе від поганих рецензій». Однак 1936 року книга «All That Swagger» вийшла під її власним іменем та здобула Меморіальну премію С. Г. Пріора. 1939 року Майлз Франклін також здобула Меморіальну премію С. Г. Прайора разом з Кейт Бейкер — за їхню спільну роботу над «Who Was Joseph Furphy?».
Протягом усього життя Франклін активно підтримувала австралійську літературу. 1933 року вона приєдналася до Товариства австралійських письменників та 1935 року до Сіднейського ПЕН-клубу. Вона також заохочувала молодих письменників, таких як Джин Деванні, Самнер Лок Елліотт і Рік Тросселл, та підтримувала нові літературні журнали — Meanjin і Southerly. Майлз влаштовувала зустрічі літературних діячів у своєму будинку в Карлтоні, Новий Південний Уельс. Для автографів і написів вона використовувала книгу з автографами, відому як Waratah Book Майлз Франклін, що зберігається в Державній бібліотеці Нового Уельсу. Гостей заохочували випити чаю з чашки Waratah і зробити свій запис у Waratah Book.

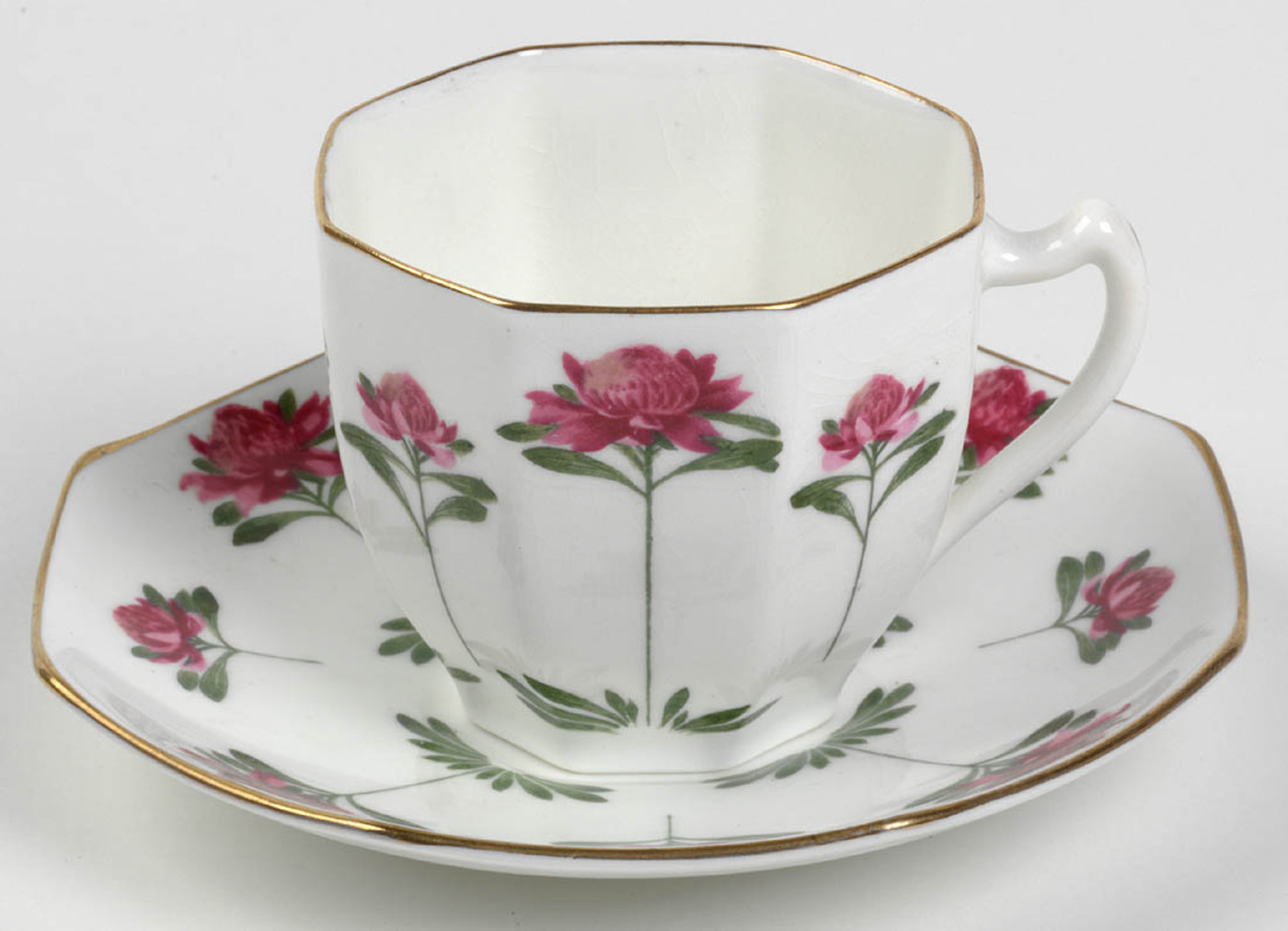
Чашка і блюдце Майлз Франклін (1904), які наразі є частиною колекції Державної бібліотеки Нового Уельсу

1937 року Майлз Франклін відмовилася від призначення офіцером ордена Британської імперії.
У цей період свого життя Франклін була постійною відвідувачкою і доповідачкою на різноманітних культурних і літературних заходах. Її меседж був зосереджений на свободі слова та підтримці австралійської літератури.
Франклін не була учасницею жодної політичної партії, хоча її щоденники свідчать про інтерес до соціалізму. Коли її літературний друг П. Р. «Інкі» Стівенсон наприкінці 1941 року заснував проізоляціоністський, антивоєнний Австралійський перший рух (АПР), Франклін була категорично проти цього, про що свідчать її щоденникові записи та листування того часу: «Червоні чи рожеві або „праві“ всі показали своє невігластво», — написала вона після відвідування зустрічі АПР, і про Стівенсона: «Я не могла нічого спільного з його політикою». Майлз Франклін також була рішуче антивоєнною і дуже боялася війни на австралійській землі, оскільки була травмована переживаннями Першої світової війни.
Майлз Франклін ніколи не одружувалася. Вона померла 19 вересня 1954 року у віці 74 років, і її прах був розвіяний у Джоунама-Крік, Талбінго, неподалік від місця її народження.

## Співпраці
Протягом свого життя Майлз Франклін брала участь у низці літературних співпраць. Крім спільного редагування журналу Life and Labor з Еліс Генрі в США, Франклін також написала Pioneers on Parade з Дімфною К'юсак і біографію Джозефа Ферфі (1944) «у болісній співпраці з Кейт Бейкер». Раніше, 1939 року, вони з Бейкер здобули премію Пам'яті Пріора за есе про Ферфі.
Девер пише, що листи між Дімфною Кьюсак і Майлз Франклін, опубліковані в Yarn Spinners, «мають різкі коментарі у стилі тонкого мистецтва літературної співпраці».

## Спадщина

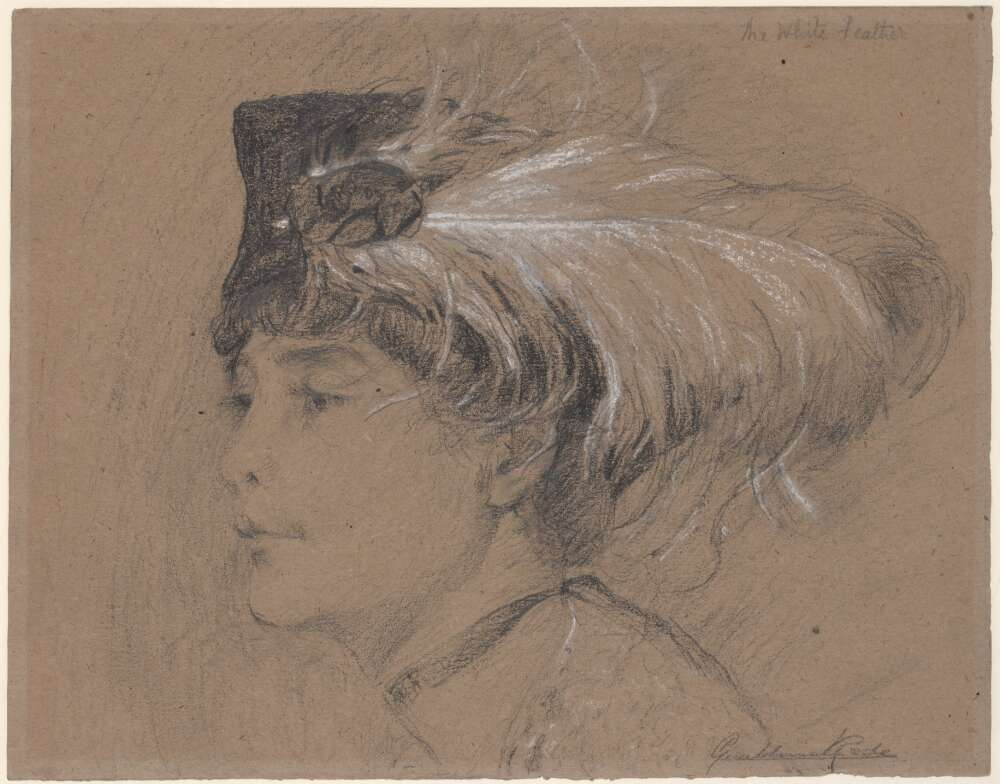
Скетч Франклін, авторки Джеральдін Реде

У своєму заповіті Франклін залишила свій маєток для заснування щорічної літературної премії, відомої як Премія Майлз Франклін. Її першим переможцем став Патрік Вайт з романом «Voss» у 1957 році.
На її честь назване канберрське передмістя Франклін і початкова школа Майлз Франклін. У школі щорічно проводиться письменницький конкурс її пам'яті. Крім того, державна школа Франклін в Тумуті, штат Новий Південний Уельс, також названа на її честь.
За життя Майлз Франклін пожертвувала кілька експонатів бібліотеці Мітчелла. Рукописний матеріал був поданий за 1937—1942 роки. Різноманітні проєкти «Піонерів на параді» були представлені 1940 року. Франклін заповіла свою збірку друкованих книг, листування та нотатки, а також вірші Мері Фуллертон. 47 щоденників зберігаються в Державній бібліотеці Нового Південного Уельсу, включно з однією копією, знайденою 2018 року.
Відродження інтересу до Франклін відбулося після час виходу фільму австралійської нової хвилі — «Моя блискуча кар'єра» (1979), — який здобув кілька міжнародних нагород.
2014 року Google Doodle відзначив її 135-річчя.

## Нагороди
- 1936: Меморіальна премія С. Г. Пріора, яку присудив The Bulletin за «All that Swagger»
- 1939: Меморіальна премія С. Г. Пріора за «Joseph Furphy: The Legend of a Man and His Book»

## Вибрані твори

### Романи
- My Brilliant Career (1901)
- Some Everyday Folk and Dawn (1909)
- Old Blastus of Bandicoot (1931)
- Bring the Monkey (1933)
- All That Swagger (1936)
- Pioneers on Parade (1939) — разом з Дімфною К'юсак[en]
- My Career Goes Bung (1946)
- The Thorny Rose (1947)
- On Dearborn Street (1981)

### Під псевдонімом «Brent of Bin Bin»
- Up the Country (1928)
- Ten Creeks Run (1930)
- Back to Bool Bool (1931)
- Prelude to Waking (1950)
- Cockatoos (1954)
- Gentleman at Gyang Gyang (1956)

### Нон-фікшн
- Joseph Furphy: The Legend of a Man and His Book (1944)
- Laughter, Not for a Cage (1956)
- Childhood at Brindabella (1963)